# Gessertshausen
Gessertshausen (umgangssprachlich Gessertshausa) ist eine Gemeinde im schwäbischen Landkreis Augsburg. Der Hauptort ist Sitz der Verwaltungsgemeinschaft Gessertshausen.

## Geografie

### Lage
Der Hauptort liegt etwa 15 Kilometer westlich von Augsburg an der Schmutter und im Naturpark Augsburg-Westliche Wälder.
Die Gemeinde Gessertshausen ist maßgeblich geprägt durch das Naherholungsgebiet des Schmutter- und Schwarzachtales. Mittlerweile ist das Schmuttertal ein ausgewiesenes FFH-Gebiet mit europaweiter Bedeutung. Ein großer Anziehungspunkt in der Nähe ist das Kloster Oberschönenfeld, ein Zisterzienserinnen-Kloster, das im Jahr 1211 gegründet wurde. In den ehemaligen Wirtschaftsgebäuden befindet sich das Museum Oberschönenfeld. Gessertshausen liegt im Naturpark Augsburg – Westliche Wälder, einem 1200 km² großen Gebiet westlich von Augsburg. Vor allem für Erholungssuchende, aber auch als Holzlieferant ist das Gebiet von großer Bedeutung für die Region.

### Gemarkungen und Gemeindeteile
Es gibt fünf Gemarkungen und neun Gemeindeteile (sonstige Wohnplätze sind kursiv gesetzt):
- Hauptort, Pfarrdorf und Gemarkung Gessertshausen mit dem Weiler Dietkirch, der Hubertuskapelle, dem Kloster Oberschönenfeld und der Einöde Bergmühle
- Kirchdorf und Gemarkung Deubach mit der Einöde Deubacher Mühle
- Pfarrdorf und Gemarkung Döpshofen mit dem Dorf Weiherhof und dem Weiler Engelshof
- Kirchdorf und Gemarkung Margertshausen
- Kirchdorf und Gemarkung Wollishausen

#### Gessertshausen
Zum Gemeindeteil Gessertshausen gehören auch die Klostersiedlung Oberschönenfeld, der Weiler Dietkirch mit Pfarrkirche und die Einöde Engelshof. Urkundlich erscheint der Ortsname „Gotsherhusen“ erstmals um das Jahr 1150. Gessertshausen wird zu den ersten Siedlungen im Schmuttertal gezählt und gilt als Ausgangspunkt für die Besiedlung der Umgebung. Im Mittelalter wurden die bischöflich augsburgischen Besitzungen in Gessertshausen an verschiedene Augsburger Bürger, darunter auch Sieboto Schongauer, als Lehen verliehen. Durch Schenkung und Kauf gingen alle diese Besitzungen allmählich an das Kloster Oberschönenfeld über, das bis zur Säkularisation die Grundherrschaft ausübte.
Ursprünglich auf einer Insel, jetzt an der Schmutter, liegt die regional bedeutsame Taufkirche in Dietkirch; der jetzige Kirchenbau stammt aus dem Jahre 1723 und ist ein Werk des Südtiroler Baumeisters Franz Beer. Im Tal der Schwarzach, südwestlich von Gessertshausen, liegt das Zisterzienserinnenkloster Oberschönenfeld. Neben der kunsthistorisch bemerkenswerten Klosterkirche von Franz Beer stellt der gesamte Klosterkomplex in seiner ursprünglichen Form eine Einmaligkeit im ganzen deutschen Raum dar.
Mitten in den Wäldern südlich von Gessertshausen liegt die Einöde Engelshof, die vermutlich durch Rodung im elften Jahrhundert entstanden ist und durch Kauf 1151 an das Augustiner-Chorherrenstift St. Georg in Augsburg kam. Das kleine Schlossgut diente den Chorherren bis zur Säkularisation als Sommeraufenthalt, die 1613 dort errichtete Michaelskapelle wurde 1834 abgerissen.

#### Margertshausen
Am rechten Ufer der Schmutter, 17 km südwestlich von Augsburg, liegt die ehemalige eigenständige Gemeinde Margertshausen. Bereits im 10. Jahrhundert hat sich dort eine Siedlung befunden, der Ort selbst dürfte jedoch schon im 8. oder 9. Jahrhundert entstanden sein. Erstmals wurde um 1140 „Madelgershausen“ urkundlich erwähnt. Margertshausen gehörte dem vom Bischof Ulrich von Augsburg errichteten Spital an und ging im 12. Jahrhundert an das Augustiner-Chorherrenstift Heilig Kreuz über, das die Grundherrschaft bis zur Säkularisation ausübte.

## Geschichte

### Bis zur Gemeindegründung

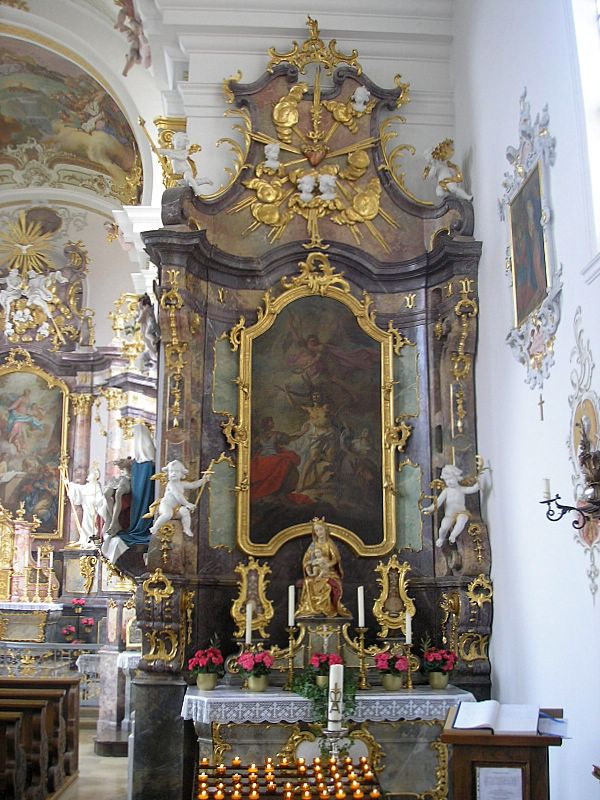
Altar im rechten Querarm der Abteikirche Mariae Himmelfahrt

Gessertshausen zählt zu den ersten Niederlassungen im Schmuttertal und wird als Ausgangspunkt für die Besiedlung der Umgebung betrachtet. Urkundlich wird der Ort „Gotsherhusen“ erstmals um das Jahr 1150 erwähnt.
Im Mittelalter wurden die bischöflich augsburgischen Besitzungen aus Gessertshausen an verschiedene Augsburger Bürger als Lehen verliehen. Durch Schenkung und Kauf gingen alle diese Besitzungen allmählich an das Kloster Oberschönenfeld über, das bis zur Säkularisation 1803 die Grundherrschaft ausübte. Seit der Säkularisation ist Gessertshausen aufgrund des Reichsdeputationshauptschlusses bayerisch.

### Einwohnerentwicklung
Zwischen 1988 und 2018 wuchs die Gemeinde von 3871 auf 4344 um 473 Einwohner bzw. um 12,2 %.

### Eingemeindungen
Im Rahmen der Gebietsreform in Bayern wurden am 1. Juli 1972 die Gemeinden Gessertshausen, Margertshausen und Wollishausen zur neuen Gemeinde Gessertshausen zusammengeschlossen. Am 1. Mai 1978 kamen Deubach und Döpshofen hinzu.

## Politik
Aufgrund der Kommunalwahl am 15. März 2020 setzt sich der Gemeinderat (16 Gemeinderatsmitgliedern und der Erste Bürgermeister) wie folgt zusammen:
- CSU: 7 Sitze (43,5 %)
- Grüne/ÖDP: 4 Sitze (25,4 %)
- Freie Wählervereinigung: 3 Sitze (18,8 %)
- SPD: 2 Sitze (12,3 %)

Gegenüber der Amtszeit 2014 bis 2020 verloren CSU und SPD je einen Sitz, die Freie Wählervereinigung blieb unverändert, die Grünen (2020 gemeinsam mit der ÖDP) gewannen zwei Sitze hinzu.
Seit 4. November 2016 ist Jürgen Mögele (CSU) Erster Bürgermeister.

## Wappen
| Wappen von Gessertshausen | Blasonierung: „Auf von Rot und Silber schräggeteiltem Schild eine stehende, goldengekrönte und nimbierte Madonna in blauem Mantel und rotem Untergewand, auf dem rechten Arm das Kind, in der Linken einen Rosenzweig haltend.“ |
| Wappen von Gessertshausen | Wappenbegründung: Der Ort Gessertshausen gehörte zunächst zum Hochstift Augsburg, ehe die meisten Güter durch Kauf oder Schenkung an das 1207 gegründete, nahe gelegene Zisterzienserinnenkloster Oberschönenfeld übergingen. Das Kloster hatte bis zur Säkularisation 1803 die Grundherrschaft fast über das ganze Dorf inne. Seit dem 14. Jahrhundert führte das Kloster ein Bildsiegel mit einer auf einer Bank sitzenden Madonna mit dem Jesuskind auf dem Schoß, die einen Rosenzweig in der linken Hand hält. Das Gemeindewappen zeigt dieses Siegelbild in einer etwas abgewandelten Form: Hier steht die Madonna und hält das Kind in der rechten, den Rosenzweig in der linken Hand. Diese Darstellung soll an die enge Beziehung des Klosters zu der Gemeinde erinnern. Der schräg geteilte Schild von Rot und Silber ist dem Familienwappen der Vögte von Hattenberg entnommen, zu deren Geschlecht auch die Edlen von Kemnat gehörten. Dieses Wappen wird seit 1952 geführt. Anmerkung: Aus heraldischer Sicht müsste es streng genommen heißen: "Auf von Silber und Rot schräggeteiltem Schild", da die bei einer Schrägteilung zuerst die obere Farbe genannt wird. Hier weicht die amtliche Blasonierung von der üblichen heraldischen Praxis ab. |

## Kultur und Sehenswürdigkeiten
- Abtei Oberschönenfeld
- Museum Oberschönenfeld
- Naturpark Augsburg – Westliche Wälder

## Wirtschaft und Infrastruktur

### Verkehr

#### Öffentlicher Verkehr
Gessertshausen liegt verkehrsgünstig an der Bahnstrecke Augsburg–Ulm. Am 26. September 1853 wurde der Teilabschnitt Augsburg–Dinkelscherben der Bayerischen Maximiliansbahn eröffnet und in Gessertshausen ein Bahnhof an dieser Strecke errichtet. Am 1. Mai 1854 wurde schließlich die Gesamtstrecke der Maximiliansbahn von Ulm nach München fertiggestellt.
Vom 12. Oktober 1910 bis zum 8. Februar 1912 wurde die von der Maximiliansbahn abzweigende Bahnstrecke Gessertshausen–Türkheim in mehreren Abschnitten eröffnet, womit Gessertshausen zum Eisenbahnknoten wurde. Am 24. September 1982 wurde auf dem Abschnitt von Markt Wald nach Ettringen der Personenverkehr und am 28. Mai 1983 der Güterverkehr wegen des schlechten Oberbauzustandes eingestellt und der Abschnitt stillgelegt. Am 31. Mai 1991 wurde auch der Personenverkehr zwischen Gessertshausen und Markt Wald und am 1. Mai 1996 der Güterverkehr zwischen Fischach und Markt Wald eingestellt. Am 28. Juli 2001 wurde jedoch die Strecke bis Langenneufnach und am 1. Mai 2003 bis Markt Wald wiedereröffnet. Sie wird im Güter- und Ausflugsverkehr durch die Stauden-Verkehrs-GmbH bedient, die jeden zweiten Sonntag einen Vierstundentakt mit Ausflugszügen zwischen Gessertshausen und Markt Wald anbietet. Die Strecke ist nur über das Gleis 1 des neu gebauten, zweigleisigen Bahnhofs Gessertshausen erreichbar.
Auf der Hauptstrecke Ulm–München verkehren heute Züge der Regional-Express-Linie 9 (Ulm – Augsburg – München) und Regionalbahn-Linie 86  (Dinkelscherben – Augsburg – München), die jeweils im Stundentankt verkehren, sodass zwischen Dinkelscherben und Augsburg ein Halbstundentakt besteht.
Am Bahnhof Gessertshausen gibt es einen kostenfreien Park-and-ride-Platz.
In der Gemeinde Gessertshausen gibt es mehrere Bushaltestellen, die von folgenden Linien des Augsburger Verkehrsverbundes bedient werden:
- Linie 600: Augsburg Hbf – Gessertshausen Hauptstr. – Gessertshausen Bahnhof – Wollishausen B 300 – Krumbach
- Linie 601: Augsburg Hbf – Gessertshausen Hauptstr. – Dietkirch – Wollishausen Ort – Fischach
- Linie 602: Gessertshausen Bahnhof – Deubach Feuerwehrhaus – Deubach Kirche – Deubach Willishauser Str. – Diedorf Bahnhof
- Linie 604: Gessertshausen Bahnhof – Gessertshausen Oberschönenfelder Str. – Margertshausen Bahnhof – Margertshausen Ortsmitte – Fischach – Wollmetshofen – Langenneufnach – Mittelneufnach – Markt Wald
- Linie 605: Gessertshausen Bahnhof – Gessertshausen Oberschönenfelder Str. – Oberschönenfeld – Weiherhof – Döpshofen Weidenstr. – Döpshofen Ortsmitte – Mickhausen
- Linie 606: Gessertshausen Bahnhof – Dietkirch – Wollishausen Ort – Mickhausen – Schwabmünchen Bahnhof
- Linie 607: Gessertshausen Bahnhof – Dietkirch – Wollishausen Ort – Münster

#### Individualverkehr
Durch Gessertshausen führt die Bundesstraße 300 (Streckenabschnitt Memmingen – Augsburg). Ebenfalls in Gessertshausen beginnt die Staatsstraße 2026, die als Querverbindung bis zum Ort Hausen (in der Gemeinde Pfaffenhausen) an die Bundesstraße 16 anschließt.

### Schule
- Grundschule Gessertshausen

## Vereine
- Arbeiterwohlfahrt Gessertshausen (AWO)
- ASB Sozialzentrum
- Bund Naturschutz (Ortsverband Gessertshausen)
- CSU-Ortsverband Gessertshausen
- Ensemble GesDur
- Freie Wähler (Ortsverband Gessertshausen)
- Freiwillige Feuerwehr Gessertshausen e. V.
- Gartenbau-, Landespflege- und Imkerverein Gessertshausen
- Gemeinschaft Gessertshauser Ortsvereine
- Imkerverein Gessertshausen
- Musikverein Gessertshausen
- Pro Natur – Lebendiges Gessertshausen
- Schützengesellschaft 1880 Gessertshausen
- Soldaten- und Veteranenverein Gessertshausen
- SV Gessertshausen
- VdK (Ortsverband Gessertshausen)

## Söhne und Töchter von Gessertshausen
- Joseph Dossenberger (1721–1785), Baumeister
- Max Strehle (* 1946 in Deubach), Abgeordneter des Bayerischen Landtags (CSU), (1982–2013)